# آيت حدو بلحسن (تالسينت)
آيت حدو بلحسن هي إحدى مشيخات المملكة المغربية، تتبع جغرافيا لإقليم فكيك وإداريًا لتالسينت. يقدر عدد سكانها بـ 686 نسمة حسب الإحصاء الرسمي للسكان والسكنى لسنة 2004.